# Ki no Tsurayuki

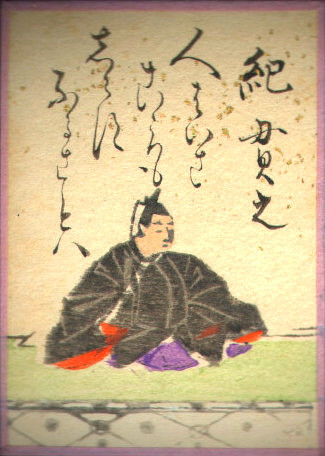
Ki no Tsurayuki (z Ogura hyakunin-isshu)

Ki no Tsurayuki (jap. 紀貫之; ur. około 868/870, zm. około 945) – japoński pisarz, poeta i dworzanin.

## Życiorys
Tsurayuki, syn Ki no Mochiyukiego, był autorem wielu wierszy waka. W 905 roku, z rozkazu cesarza Daigo, został jednym z czterech poetów, wybranych do skompilowania Kokin wakashū, antologii poezji japońskiej.
Początkowo sprawował kilka urzędów w Kioto, a następnie został mianowany namiestnikiem prowincji Tosa, gdzie przebywał od 930 do 935 roku.
Znany głównie ze swojej poezji, zaliczony został przez Fujiwarę no Kintō do Trzydziestu Sześciu Mistrzów Poezji (三十六歌仙). Sławę przyniosła mu także redakcja antologii wierszy Kokin wakashū, do której napisał on jeden z dwóch zawartych tam wstępów (w języku japońskim; drugi, innego autorstwa, sformułowany jest po chińsku). Wstęp ten był pierwszą poetyką normatywną gatunku tanka (pieśni krótkiej). Opisał tam jej historię, mitologiczne źródła i współczesną mu poezję, którą podzielił na rodzaje; odnosił się też do wcześniejszych wielkich poetów i nie szczędził krytycznych uwag swoim poprzednikom, takim jak Ariwara no Narihira.
Jeden jego wiersz został zamieszczony w antologii Ogura hyakunin-isshu, skompilowanej w XIII wieku przez Fujiwarę Teikę.

## Twórczość
Oprócz redakcji Kokin wakashū i zamieszczonego tam wstępu, najważniejszym dziełem Tsurayukiego jest Pamiętnik z Tosy (Tosa nikki). Tsurayuki, ukrywając swoje autorstwo i podając się za kobietę, opisuje swój powrót w 935 roku do Kioto z prowincji Tosa, gdzie był namiestnikiem.
Pamiętnik z Tosy został napisany hiraganą w czasie, kiedy sylabariusz ten używany był głównie przez kobiety, mężczyźni zaś woleli posługiwać się znakami chińskimi. Tsurayuki wybrał jednak tę metodę, ponieważ głównym tematem Pamiętnika nie jest sama podróż, lecz smutek, jakiego autor doznał po stracie swojej córki w Tosa. Na początku swojego utworu Tsurayuki nie wspomina o śmierci córki i opisuje podróż w sposób częściowo komiczny, częściowo poważny. Pamiętnik z Tosy jest najstarszym istniejącym pamiętnikiem, napisanym kaną, uznawanym za utwór w wyjątkowo dobrym stylu. Wywarł on duży wpływ na sposób pisania późniejszych dzienników.
Istnieje ponadto antologia poezji Tsurayukiego, zwana Tsurayuki-shū, być może skompilowana przez niego samego. Niektóre z jego wierszy znajdowały się także w ważniejszych antologiach cesarskich (np. Kokin wakashū) – w trzech najstarszych takich zbiorach Tsurayuki jest jednym z najliczniej reprezentowanych autorów.
Autorem polskiej monografii o Ki no Tsurayukim jest Krzysztof Olszewski.

## Tłumaczenia na polski
- Kanajo, czyli przedmowa do Kokinshū (Kanajo), tłum. Krzysztof Olszewski, w: Japonica 13/2000
- Pamiętnik z Tosy (Tosa nikki), tłum. Krzysztof Olszewski, w: Japonica 15/2002
- Przedmowa do wierszy (komponowanych) z okazji wyprawy Jego Cesarskiej Wysokości nad rzekę Ōi (Ōi-gawa gyōkō wakajo), tłum. Krzysztof Olszewski, w: Krzysztof Olszewski: Ki no Tsurayuki a poszukiwanie tożsamości kulturowej w literaturze japońskiej X wieku. Kraków: Wydawnictwo Uniwersytetu Jagiellońskiego, 2003, s. 111-112. ISBN 978-83-233-1660-2. OCLC 749384975. (pol.).
- Przedmowa do antologii „Shinsen waka” (Shinsenwaka-jo), tłum. Krzysztof Olszewski, w: Krzysztof Olszewski: Ki no Tsurayuki a poszukiwanie tożsamości kulturowej w literaturze japońskiej X wieku. Kraków: Wydawnictwo Uniwersytetu Jagiellońskiego, 2003, s. 113-114. ISBN 978-83-233-1660-2. OCLC 749384975. (pol.).